# Liste der Monuments historiques in Jussecourt-Minecourt
Die Liste der Monuments historiques in Jussecourt-Minecourt führt die Monuments historiques in der französischen Gemeinde Jussecourt-Minecourt auf.

## Liste der Objekte
| Bezeichnung                           | Beschreibung                          | Standort                                     | Kennzeichnung | Schutzstatus | Datum | Bild |
| ------------------------------------- | ------------------------------------- | -------------------------------------------- | ------------- | ------------ | ----- | ---- |
| Skulpturengruppe Unterweisung Mariens | Holz, farbig gefasst, 18. Jahrhundert | Jusssecourt, in der Kirche St-Laurent (Lage) | PM51000500    | Classé       | 1962  |      |
| Skulptur Madonna mit Kind             | Holz, 16. Jahrhundert                 | Jusssecourt, in der Kirche St-Laurent (Lage) | PM51000501    | Classé       | 1962  |      |
| Skulptur eines Diakons                | Holz, farbig gefasst, 18. Jahrhundert | Jusssecourt, in der Kirche St-Laurent (Lage) | PM51003272    | Inscrit      | 1990  |      |